# Президентство Віктора Ющенка
Президентство Віктора Ющенка — правління третього президента України Віктора Ющенка. Переміг на виборах президента у 2004 році діючого на той час прем'єр-міністра Віктора Януковича. Його попередник — Леонід Кучма, а наступник — Віктор Янукович.

## Вибори Президента 2004

### Передвиборчі перегони
У 2004 бере участь у Президентських виборах і йде на них самовисуванцем. Команда виборчого штабу Віктора Ющенка на чолі з Анатолієм Гриценком за 2 дні розробила передвиборчу програму майбутнього Президента.
У розпал передвиборчої кампанії Віктора Ющенка отруїли хімічними речовинами, які зазвичай не входять до продуктів харчування. Результати аналізу крові свідчать про те, що Віктор Ющенко був отруєний діоксинами (тетрахлордібензапародіоксином). Вміст діоксинів у крові Віктора Ющенка перевищував допустиму концентрацію у тисячі разів.
Деякі токсикологи називають такі зміни типовими для отруєння діоксинами, зокрема шкірні аномалії на обличчі Ющенка схожі на хлоракне, яке виникає саме при отруєнні цими токсинами. Деякі політичні експерти, в свою чергу, вважають, що саме спотворення обличчя Віктора Ющенка, а не його смерть, було метою зловмисників.

### Перший тур
За результатами першого туру голосування Ющенко набрав 39,90 % проти 39,26 % у свого головного опонента, кандидата від провладних сил Віктора Януковича. Цей тур голосування, за твердженнями низки вітчизняних та міжнародних організацій, зокрема Комітету виборців України, ОБСЄ, відбувався зі значними порушеннями виборчих прав громадян.

### Другий тур та Помаранчева революція

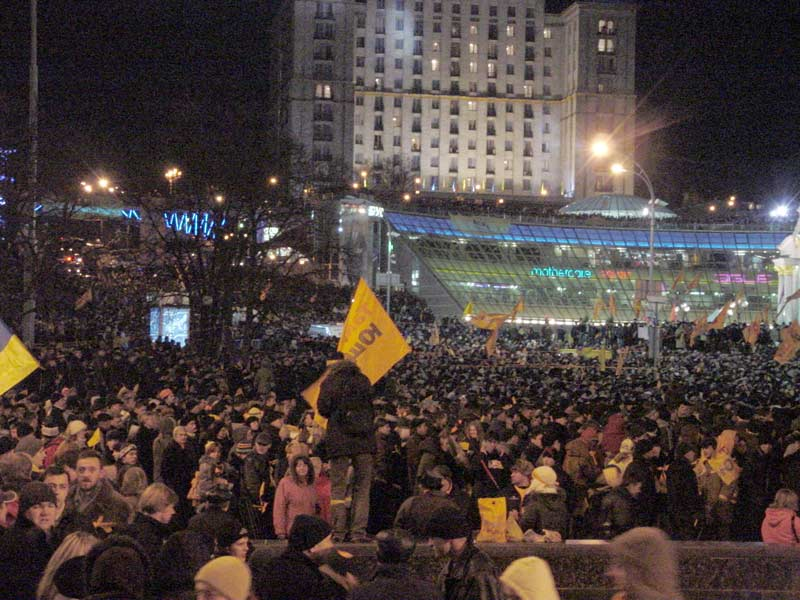
Акція непокори проти фальсифікації виборів Президента України, 22 листопада 2004, Майдан Незалежності, Київ

Другий тур голосування 21 листопада 2004, за твердженням переважної більшості міжнародних організацій, пройшов з брутальними порушеннями виборчого законодавства та прав людини, з застосуванням технологій загальнодержавного фальшування результатів голосування, у тому числі і з втручанням в електронну систему підрахунку голосів у Центральній виборчій комісії. Ці факти були доведені у Верховному Суді України у історичному судовому процесі «Віктор Ющенко проти Центральної виборчої комісії», в результаті якого було призначене повторне голосування 26 грудня 2004 року.
Після оголошення Центральною виборчою комісією попередніх результатів, згідно з якими нібито переміг його суперник — Віктор Янукович, почались кампанія протестів, мітингів, пікетів, страйків та інших актів громадянської непокори в Україні, організована і проведена прихильниками Віктора Ющенка, основного кандидата від опозиції на президентських виборах. Вони тривали протягом листопада — грудня 2004 року і закінчились призначенням Верховним судом повторного другого туру президентських виборів (не передбаченого прямо законодавством). Внаслідок компромісу, досягнутого фракціями Верховної Ради, після призначення повторного другого туру виборів були прийняті зміни до Конституції, які отримали назву Конституційна реформа 2004. Конституційна реформа зменшила повноваження президента, і, таким чином, знизила рівень значущості спірних президентських виборів.

### Повторний другий тур

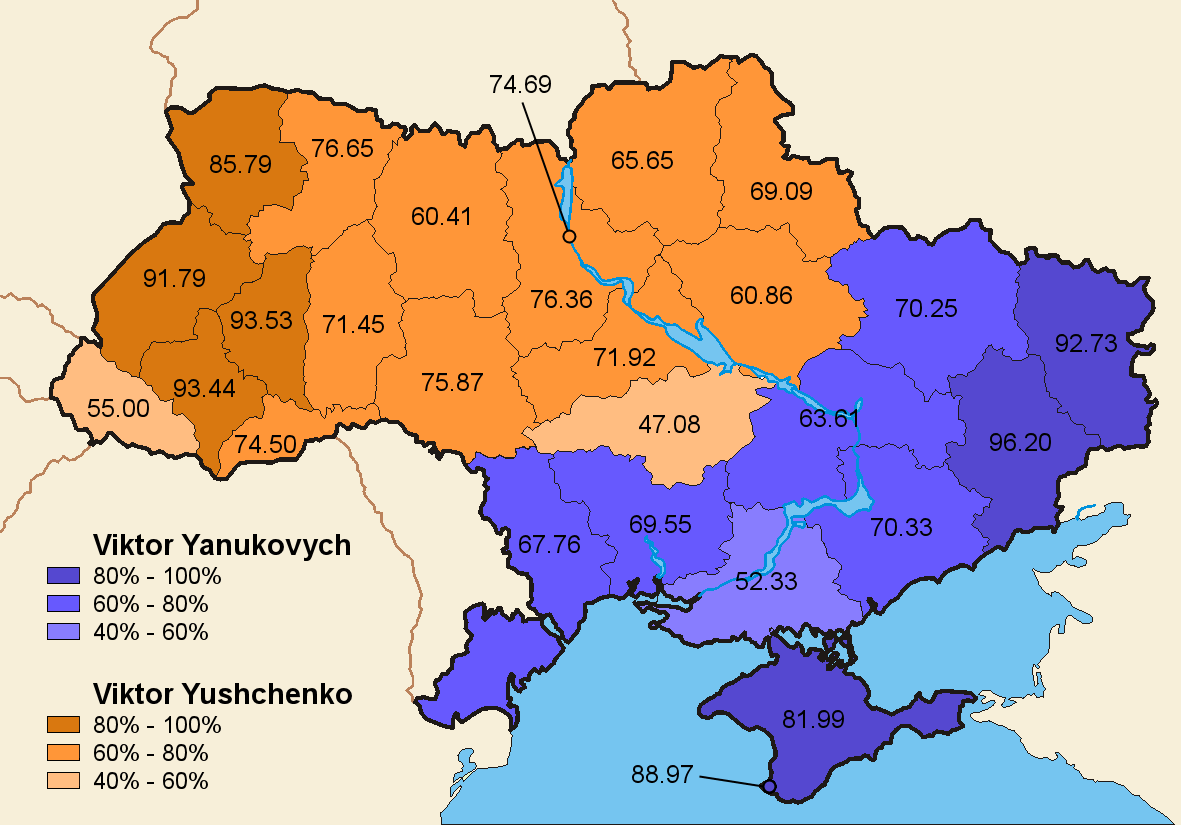
Результати другого туру по регіонах

У результаті повторного другого туру голосування, визнаного експертами набагато демократичнішим, ніж два попередніх, Віктор Ющенко отримав 51,99 % голосів, тоді як Віктор Янукович 44,20 %. Передвиборний штаб Віктора Януковича, перебравши тактику команди Ющенка з другого туру, розпочав юридичну війну, направлену на затягування процедури вступу на посаду нового Президента України. 20 січня 2005 року, Верховний Суд України відхилив скаргу кандидата в Президенти Віктора Януковича за відсутністю доказів, та розблокував процес офіційного вступу Віктора Ющенка на посаду Президента.

### Інавгурація
У неділю, 23 січня 2005 року о 12:00 розпочалось урочисте засідання Верховної Ради, на якому склав присягу новообраний Президент України Віктор Ющенко. Після цього відбулася військова церемонія в Маріїнському палаці. О 13:30 Віктор Ющенко виступив з урочистою промовою на майдані Незалежності в Києві, де були присутніми не менше ніж півмільйона українців. Після виступу на майдані Незалежності відбувся офіційний прийом Президента України Віктора Ющенка в Маріїнському палаці.

## Події

### Перші 100 днів

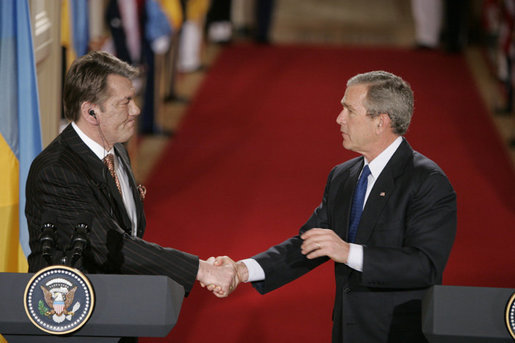
Ющенко зустрічає тодішнього президента Сполучених Штатів Джорджа Буша. Квітень 2005 р., прес-конференція.

Перші 100 днів терміну Ющенка, з 23 січня по 1 травня 2005 р., були відзначені численними звільненнями та призначеннями на всіх рівнях виконавчої влади. Зокрема, він призначив Юлію Тимошенко прем'єр-міністром, що було ратифіковано парламентом. Олександр Зінченко був призначений главою Секретаріату президента з номінальною назвою державного секретаря. Петро Порошенко, конкурент Тимошенко на пост прем'єр-міністра, — секретарем Ради національної безпеки та оборони України.
У серпні 2005-го Ющенко разом з грузинським президентом Михайлом Саакашвілі підписали декларацію в Боржомі та закликали до створення інституту міжнародного співробітництва, Спільноти демократичного вибору (СДВ), щоб об'єднати демократичні та режими, де зароджується демократія, в регіоні Балтійського, Чорного та Каспійського морів. Перша зустріч президентів і лідерів, щоб обговорити СДВ, відбулася 1–2 грудня 2005 р. в Києві.
Віктор Ющенко першим із президентів України пішов на спілкування з журналістами, було виведено з Іраку українських військових, тривалість служби в армії було скорочено до одного року замість двох, Україну було внесено до списку країн зі статусом вільна країна.

### Руйнація помаранчевої команди
8 вересня 2005 р. Ющенко звільнив свій уряд на чолі з Юлією Тимошенко після відставки та звинувачень у корупції останньої.
9 вересня, виконувач обов'язків прем'єр-міністра України, Юрій Єхануров, спробував сформувати новий уряд. Його перша спроба, 20 вересня, не виправдала надій (не вистачило 3 голосів від необхідних 226), але 22 вересня парламент ратифікував її з 289 голосами.
У вересні 2005 р. колишній президент Леонід Кравчук звинуватив російського магната Бориса Березовського у фінансуванні президентської кампанії Ющенка. Березовський підтвердив, що він зустрічався з представниками Ющенка в Лондоні перед виборами, і що гроші було передано від його компанії, але відмовився підтвердити або спростувати, що гроші було використано в кампанії Ющенка. Фінансування виборчих кампаній з боку іноземних громадян є незаконним в Україні.
На виборах у Верховну Раду 26 березня 2006 року найбільшу кількість голосів отримала Партія Регіонів. Після 4-місячних переговорів Ющенко підписав 4 серпня 2006 року подання у Верховну Раду на призначення Януковича прем'єр-міністром.

### Універсал національної єдності
3 серпня 2006 року в ході другого засідання Загальнонаціонального круглого столу (запропонований Президентом України для подолання політичних розбіжностей між партіями Верховної Ради) був підписаний «Універсал національної єдності».
Підписанти:
- Президент України Віктор Ющенко
- Голова Верховної Ради України Олександр Мороз
- Глава уряду Юрій Єхануров,
- Лідер фракції «Наша Україна» Роман Безсмертний
- Лідер фракції Соцпартії Василь Цушко
- Лідер фракції Партії регіонів Віктор Янукович
- Лідер фракції КПУ Петро Симоненко із застереженнями

### Перший розпуск парламенту
2 квітня 2007 року президент України Віктор Ющенко підписав указ про дострокове припинення повноважень Верховної Ради України 5-го скликання. Підставою для цього Віктор Ющенко назвав неконституційний спосіб формування конституційної більшості у ВР, а саме входження до коаліції окремих депутатів, а не цілих фракцій.
|  | Я прийняв це рішення відповідно до положень Конституції, обов'язків президента України, та з дотриманням необхідної конституційної процедури. Моя дія продиктована гострою необхідністю зберегти державу, її територіальну цілісність та суверенітет, Забезпечення додержання прав і свобод людини і громадянина |

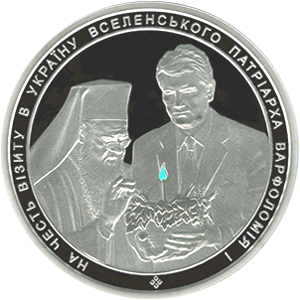
На реверсі пам'ятної монети «На честь візиту в Україну Вселенського Патріарха Варфоломія І» в колі зображено Президента України Віктора Ющенка, який тримає вінок із запаленою свічкою, полум'я якої імітує голограма, та Вселенського Патріарха Варфоломія І

Депутати коаліції заявили, що не будуть виконувати указу, і зібрали позачергове засідання Ради. Коаліції вдалося заблокувати впровадження цього рішення поданням до Конституційного суду. Як наслідок 26 квітня 2007 року Віктор Ющенко видає другий указ про дострокове припинення повноважень Верховної Ради України 5-го скликання. Підставою стало формальна відсутність коаліції (як незаконно створеної) у ВР протягом одного місяця. Ряд причин, а саме:
- призначення президентом на посаду Генерального прокурора Святослава Піскуна,
- заяви СБУ щодо фактів хабарництва деяких суддів Конституційного суду,
- порушення Генеральною прокуратурою кримінальних справ проти кількох суддів Конституційного суду за порушення присяги,
- посилення позицій президента у РНБО

змусили партії коаліції вдатись до перемовин з президентом.
Результатом переговорів стало визнання коаліцією розпуску ВР і згода на перевибори. 5 червня 2007 року було підписано Третій указ про дострокове припинення повноважень Верховної Ради України 5-го скликання. Підставою для нього за взаємною згодою всіх сторін стало добровільне складення повноважень депутатами опозиційних фракцій. Повторні вибори призначено на 30 вересня 2007 року. Жорстко проти перевиборів досі виступають потенційні аутсайдери перегонів — КПУ та СПУ.

### Політична криза в Україні 2008
Парламентський блок Наша Україна-Народна Самооборона заявив 4 вересня 2008 р. про вихід з коаліції з Блоком Юлії Тимошенко, поставивши таким чином під загрозу існування уряду Юлії Тимошенко. Офіційною причиною виходу НУ-НС з коаліції стало голосування в Раді депутатів від БЮТ у блоці з Партією Регіонів за низку законопроєктів, які мали на меті обмежити владу Президента України та внести інші зміни до законодавства України. Тривалі перемови між політичними силами не дали результатів і була зроблена спроба розпустити Верховну Раду Шостого скликання, однак з обранням спікером Володимира Литвина була відновлена демократична коаліція в парламенті і політична криза завершилася. Політична криза в Україні була наслідком тривалої внутрішньої боротьби та непорозумінь між основними силами представленими у парламенті країни, зокрема між представниками БЮТ та НУ-НС.

### Конфлікт з Юлією Тимошенко

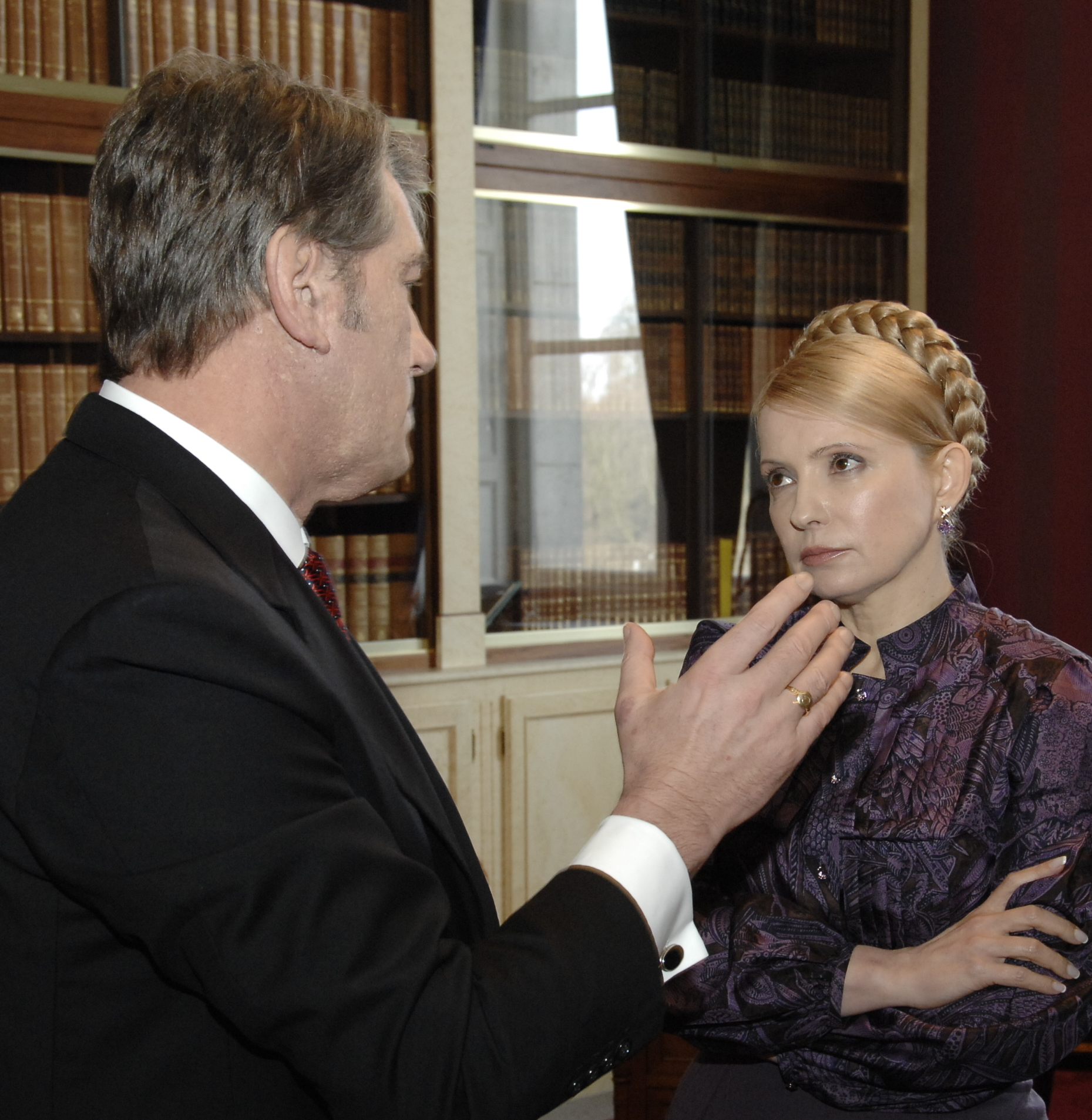
Президента Віктор Ющенка та прем'єр-міністр Юлії Тимошенко на саміті ЄНР, Брюссель, 2009

Конфлікт між Ющенко та Тимошенко — міжособистісний конфлікт, що впродовж 2005–10 років набув гіпертрофованого стану й переріс в інституційний конфлікт між президентом і прем'єром.
Конфлікт розпочався в перші ж місяці призначення Тимошенко на посаду прем'єр-міністра:
- Першою причиною були «повноваження РНБО». У березні 2005 секретар РНБО П. Порошенко заявив, що «в сферу повноважень РНБО входять усі питання Кабміну». Ющенко заявив, що «Рада національної безпеки і оборони України» повинна стати «єдиним місцем, де будуть прийматися всі стратегічні рішення». Фактично Ющенко і Порошенко — почали створювати з РНБО систему дублювання Кабінету Міністрів. Це стало головноюфакти?джерело? складовою конфлікту у владній команді; який призвів до відставки кабміну Тимошенко та відставки Порошенка з посади секретаря РНБО.
- «Перший публічний скандал між Ющенком та Тимошенко» виник 19 травня 2005 року, коли на засіданні РНБО — Ющенко різко розкритикував Прем'єр-міністра Тимошенко — за тиск на оптових торговців бензином: «Ющенко сказав їй, що в такому випадку вона може написати заяву про відставку та йти разом з СДПУ(о) та „Регіонами“ (політ. сила В. Януковича) дудіти в дудки та стукати в барабани»[13].
- Апогеєм конфлікту між Ющенком і Тимошенко можна вважати політичну кризу 2008.
- Подібні конфлікти тривали весь період 2005—2010 рр. На президентських виборах-2010 — Президент Ющенко неодноразово повторював, що «Тимошенко та Янукович однакове зло для України»; а 16 лютого 2010 (на прощальній прес-конференції як Президента) Ющенко заявив, що «його найбільшою політичною помилкою» було «співробітництво з Тимошенко»[14].

## Культурологічна діяльність
Багато уваги під час свого президентства Віктор Ющенко приділяв відновленню історичної пам'яті українців та відродженню пам'яток, пов'язаних з історією козацтва. 23 січня 2009 року до Дня Соборності України В. Ющенком було відкрито Національний історико-культурний заповідник «Гетьманська слава». За ініціативи Президента Ющенка відбулася реставрація палацу Кирила Розумовського. Влітку 2006 року Ющенко відкрив монумент «Пам'яті Героїв Крут». 14 квітня 2008 року Ющенко взяв участь в урочистостях з нагоди відкриття Музею Героїв Крут у Чернігівській області. Проект меморіально-музейного комплексу був розроблений за ініціативою Президента Ющенка та за підтримки Нашої України.
Під час президентства Ющенка Голодомор 1932–1933 років було визнано геноцидом українського народу.
17 жовтня 2009 року Президент Ющенко у Чигирині відкрив відбудовану резиденцію Богдана Хмельницького. Того ж дня, під час урочистостей, присвячених 360 річчю створення Української козацької держави Ющенко заявив:
| «Мені приємно, що нація нарешті дізналася про справжню мету визвольної війни Богдана Хмельницького, про перемогу Виговського під Конотопом, про гетьмана Івана Мазепу, про Пилипа Орлика, про Українську і Західно-Українську народні республіки, про державу гетьмана Скоропадського, про Голодомор, про сталінські репресії, про подвиги Української повстанської армії[19][20].» |
10 січня 2010 року Президент Ющенко присвоїв провіднику ОУН Степану Бандері звання Героя України.